# Honor Blackman
Honor Blackman (Londres, 22 de agosto de 1925-Lewes, 5 de abril de 2020) fue una actriz británica, especialmente conocida por sus papeles como Cathy Gale en Los vengadores (1962–64) y la chica Bond Pussy Galore en Goldfinger (1964) a sus 38 años, una de las chicas Bond de más edad en aparecer en la saga. También fue famosa por su papel como la vengativa diosa Hera en la producción de 1963 Jasón y los argonautas.

## Biografía
Blackman nació el 22 de agosto de 1925 en West Ham (Londres), hija de Edith Eliza (Stokes) y Frederick Blackman, un estadístico de la función pública.  Asistió a la escuela primaria North Ealing y a la escuela secundaria para niñas del condado de Ealing, se formó como actriz en la Guildhall School of Music and Drama de Londres, participando luego en producciones teatrales.
Tras graduarse, Blackman se dedicó al teatro. Fue suplente en la obra del West End "El Conejillo de Indias". En 1947, apareció en la obra de Patrick Hastings "La Diosa Ciega" en el Teatro Apollo.

## Trayectoria

### Cine
El debut cinematográfico de Blackman fue un papel sin diálogo en Fame Is the Spur (1947). Sus otras películas incluyen Quartet (1948), basada en cuentos de W. Somerset Maugham, protagonizada por Dirk Bogarde; Diamond City (1949), So Long at the Fair (1950), en la que apareció de nuevo con Dirk Bogarde; Green Grow the Rushes (1951), junto a Roger Livesey y Richard Burton; A Night to Remember (1958),  un relato del desastre del Titanic; la comedia The Square Peg (1958); Life at the Top (1965) con Laurence Harvey;  La virgen y la gitana (1970), y las películas western Shalako (1968) con Sean Connery y Brigitte Bardot, y Algo grande (1971) con Dean Martin. 
Interpretó a Hera en Jasón y los Argonautas (1963),  que contó con animación stop-motion de Ray Harryhausen. Interpretó papeles en las películas El diario de Bridget Jones (2001)  y Jack Brown y la maldición de la corona (también de 2001).
Durante la década de 1960, Blackman practicó judo en el dojo Budokwai. Esto la ayudó a prepararse para sus papeles como Cathy Gale en Los Vengadores y Pussy Galore en Goldfinger (1964).
Albert R. Broccoli afirmó que Blackman fue elegida para protagonizar junto a Sean Connery la película de Bond debido a su éxito en la serie de televisión británica Los Vengadores. Sabía que la mayoría del público estadounidense no habría visto el programa. Broccoli añadió: «A los británicos les encantaría porque la conocían como la Sra. Gale; a los estadounidenses les gustaría porque era tan buena; era una combinación perfecta».

### Teatro
En 1968, Blackman apareció junto a John Neville y Hylda Baker en el musical Mr & Mrs, basado en las obras de Noël Coward. A finales de la década de 1970, realizó una gira por Australia, Nueva Zelanda y Canadá con Michael Craig y Colleen Clifford en la comedia Move Over, Mrs Markham. En febrero de 1979, protagonizó la producción de Stephen Barry de Night and Day, de Tom Stoppard, en el Perth Playhouse, coincidiendo con la participación de Stoppard en el Festival de Perth. 
En 1981, apareció en una reposición londinense de Sonrisas y Lágrimas junto a Petula Clark. La producción se estrenó con excelentes críticas y la mayor venta anticipada en la historia del teatro británico hasta ese momento. Pasó la mayor parte de 1987 en el Teatro Fortune, interpretando a la Madre Superiora en la producción del West End de Nunsense.
Blackman regresó al teatro en 2005, y estuvo de gira hasta 2006 con una producción de My Fair Lady, donde interpretó a la Sra. Higgins. Desarrolló un unipersonal, Word of Honor, que se estrenó en octubre de 2006. De abril a septiembre de 2007, Blackman interpretó el papel de Fraulein Schneider en Cabaret, en el Lyric Theatre del West End de Londres.

### Televisión
Una de sus primeras apariciones en la televisión fue en un papel recurrente como Nichole, secretaria y asistente de Dan Dailey, personaje de Tim Collier en la serie The Four Just Men (1959). En 1962 interpretó el papel de Catherine Gale en Los vengadores durante 43 episodios.

## Vida personal
Blackman se casó en dos ocasiones. Con Bill Sankey de 1948 a 1954 y después con el también actor Maurice Kauffman de 1961 a 1975, apareciendo juntos en varias obras teatrales y en la película de terror Terror Fright (1971). Adoptaron dos niños: Lottie (1967) y Barnaby (1968).
A fines de 2012, el equipo de producción del videojuego conmemorativo de los 50 años de James Bond: 007 Legends, volvió a usar la apariencia física (de 1964) de Honor Blackman para el personaje de Pussy Galore. Mientras que la voz del personaje la realizó Natasha Little.
Falleció el 5 de abril de 2020, a los 94 años, de causas naturales.

## Filmografía
- Fame Is the Spur (1947)
- Daughter of Darkness (1948)
- A Boy, a Girl and a Bike (1949)
- Diamond City (1949)
- So Long at the Fair (1950)
- Green Grow the Rushes (1951)
- Manchas de sangre en la luna (1952)
- Delavine Affair (1954)
- Breakaway (1955)
- The Glass Cage (1955)
- Suspended Alibi (1957)
- Account Rendered (1957)
- A Night to Remember (1958)
- Danger List (1959)
- The Square Peg (1959)
- A Matter of WHO (1961)
- Los Vengadores (1962)
- Jasón y los argonautas (1963)
- Goldfinger (1964)
- The Secret of My Success (1965)
- Moment to Moment (1965)
- Shalako (1968)
- A Twist of Sand (1968)
- Twinky (1970)
- The Virgin and the Gypsy (1970)
- La primera ametralladora del Oeste (1971)
- Fright (1971)
- Colombo TV: Fuera Mancha Maldita.(1972)
- To the Devil a Daughter (1976)
- Age of Innocence (1977)
- El legado tenebroso (1978)
- The Secret Adversary (1983)
- The First Olympics: Athens (1984)
- Voice of the Heart (1989)
- The Upper Hand (1990)
- Tale of the Mummy (1998)
- To Walk with Lions (1999)
- Colour Me Kubrick: A True...ish Story (2005)
- Re-Uniting the Rubins (2010)